# 醫務衞生局
醫務衞生局（簡稱醫衞局）是香港特別行政區政府架構重組後分拆成立的決策局，前身為食物及衞生局的醫療衛生職能部門，於2022年7月1日正式運作。根據行政會議通過的第六屆政府架構重組方案，該局專責統籌公共衛生政策、醫療系統發展及服務監管，其成立旨在理順政策分工並提升應對重大衛生危機的能力。
醫務衞生局的設立源於時任行政長官林鄭月娥在《2021年施政報告》提出的政府架構改革建議，將原屬食物及衞生局的環境衛生、食物安全等職能劃歸新成立的環境及生態局，使醫療衛生事務獲得專責政策局統籌。該局現由政務司司長監督，辦公地點設於金鐘政府總部東翼。

## 歷史
1973年5月，根據《麥健時報告書》的建議，輔政司署增設社會事務科，首長為社會事務司。
1983年2月，社會事務科更名為衞生福利科，首長為衞生福利司。
1997年7月1日香港回歸，所有決策科改為決策局，原有的布政司署衞生福利科亦改稱衞生福利局，首長也由司改為局長。
環境食物局於2000年1月1日成立，接替市政局和區域市政局的職責，負責當時的環境保護和食物衞生事宜，首長是環境食物局局長。
衞生福利及食物局成立於2002年7月1日，由衞生福利局及環境食物局的食物衞生部門合併而成。
2007年7月1日，衞生福利及食物局拆分為食物及衞生局以及勞工及福利局。
香港特區行政長官林鄭月娥於《2021年施政報告》提出改組食物及衞生局為醫務衞生局，2022年7月1日實施。

## 下設部門、商營及公營機構
- 衛生署
- 基層醫療署
- 醫院管理局
- 香港吸煙與健康委員會
- 香港醫務委員會
- 香港護士管理局
- 精神健康諮詢委員會
- 藥劑業及毒藥管理局
- 中醫中藥發展委員會
- 香港中醫藥管理委員會

人類生殖科技管理局

## 歷任局長

### 醫務衞生局局長（2022年至今）
| № | 官員                | 就任日期     | 離任日期 |
| 1 | 盧寵茂 Lo Chung-mau | 2022年7月1日 |          |

## 歷任副局長及常任秘書長

### 醫務衞生局副局長（2022年至今）
| № | 官員                        | 就任日期      | 離任日期      |
| 1 | 李夏茵 Libby Lee Ha-yun     | 2022年7月25日 | 2025年7月14日 |
| 2 | 范婉雯 Cecilia Fan Yuen-man | 2025年7月14日 |               |

### 醫務衞生局常任秘書長（2022年至今）
| № | 官員               | 就任日期     | 離任日期 |
| 1 | 陳松青 Thomas Chan | 2022年7月1日 |          |

### 醫務衞生局局長政治助理（2023年至今）
| № | 官員                      | 就任日期      | 離任日期 |
| 1 | 祁志鴻 Keith Kei Chi-hung | 2023年5月22日 |          |

## 外部連結
- 香港特別行政區政府 醫務衞生局 （页面存档备份，存于）
- 醫務衞生局Facebook專頁 （页面存档备份，存于）